# Israelische Volleyballnationalmannschaft der Frauen
Die israelische Volleyballnationalmannschaft der Frauen ist eine Auswahl der besten israelischen Spielerinnen, die den Verband Igud HaKadur'af BeIsrael bei internationalen Turnieren und Länderspielen repräsentiert.

## Geschichte

### Weltmeisterschaft
Bei der bislang einzigen Teilnahmen an einer Volleyball-Weltmeisterschaft belegte Israel 1956 den 14. Platz.

### Olympische Spiele
Israel konnte sich noch nie für Olympische Spiele qualifizieren.

### Europameisterschaft
Bei der Volleyball-Europameisterschaft 1967 wurden die israelischen Frauen 1967 Achter. Vier Jahre später erreichten sie den elften Rang.

### World Cup
Israel hat noch nicht im World Cup gespielt.

### World Grand Prix
Der World Grand Prix fand bisher ohne israelische Beteiligung statt.